# Gange (singolo)
Gange è un singolo della cantante italiana Francesca Michielin, pubblicato il 21 febbraio 2020 come secondo estratto dal quarto album in studio Feat (stato di natura).

## Descrizione
Prodotto da Adam11, Gange ha visto la partecipazione vocale del rapper Shiva ed è caratterizzato dall'alternanza di elementi elettronici ed altri più vintage.
Il brano è stato presentato per la prima volta dal vivo il 20 febbraio 2020 presso il Rocket Club di Milano, in occasione del primo dei tre concerti speciali tenuti dalla cantante per anticipare l'uscita dell'album.

## Tracce
1. Gange (feat. Shiva) – 3:03

## Classifiche
| Classifica (2020) | Posizione massima |
| ----------------- | ----------------- |
| Italia            | 61                |